# Amaurobius minor
Amaurobius minor là một loài nhện trong họ Amaurobiidae.
Loài này thuộc chi Amaurobius. Amaurobius minor được Wladislaus Kulczynski miêu tả năm 1915.